# TV4
TV4  — шведский коммерческий телеканал. Начал вещание 15 сентября 1990 года через спутник. С 1992 года начал наземное вещание, а спустя 2 года — в 1994 году стал крупнейшим телеканалом Швеции. С 2004 года TV4 является полноправным членом Европейского вещательного союза.